# Süderlügum
Süderlügum (frisó septentrional mooring Läigem Sööderläigem; wiedingharde: Leegem, danès Sønder Løgum) és una ciutat del districte de Nordfriesland, dins l'Amt Südtondern, a l'estat alemany de Slesvig-Holstein. El 31 de desembre del 2023 tenia 2.368 habitants. Es troba a la ruta entre Niebüll i Tønder, a pocs kilòmetres de la frontera amb Dinamarca.